# Гонта, Иван
Иван Гонта (ок. 1705 — 1768) — сотник (полковник) надворных казаков польских магнатов Потоцких (с 1757), родом из крепостных крестьян Речи Посполитой из села Россошки (Росошки укр. Розсішки), входившего в состав имения Потоцких под Уманью, руководитель украинского гайдамацкого движения, один из руководителей восстания, получившего название «Колиивщина» (1768).
Гонта является одним из основных персонажей в поэме Тараса Шевченко «Гайдамаки».

## Биография
Став, благодаря собственному усердию, надворным казаком, Гонта дослужился до звания сотника (или даже полковника) надворных казаков Феликса Потоцкого, и сам стал, фактически, помещиком в отданных ему Потоцким деревнях, его знали и ценили в высших кругах шляхетского общества. В частности, Гонта был крестным отцом сына уманского губернатора (управителя) Рафала Младановича.

По воспоминаниям украинского писателя и общественного деятеля Михаила Чайковского, родившегося в украино-польской семье недалеко от тех мест, где происходили основные события Колиивщины, он с детства общался со многими участниками событий, в том числе с сыном губернатора Младановича, крестником Гонты и по этому поводу в своих мемуарах сообщает следующее: 
Был там также кс. Младанович, сын уманского губернатора (управителя) во время резни; он был крестным сыном Гонты и был им спасен. Теперь он был инвалидом монастыря и не нес никаких обязанностей, а всё только рассказывал об уманской резне, об Украине, гайдамаках, Запорожье. Он всё помнил и всё рисовал в своих рассказах живыми красками.
Удивительная вещь — он не выражал ни ненависти, ни раздражения против Гонты. Всю вину преступления он приписывал Феликсу Потоцкому и польской шляхте. Вот слова, которые я часто слышал от него: «выучили его читать, писать и понемножку всяким наукам, а потом хотели его бить, сажать в «гусак»; сделали его полковником, — а полковник он был дельный, потому что он лучше знал военное дело, чем региментари, бригадиры и ротмистры, — а потом хотели его ошельмовать, как хама, мужика; и муравей кусает, если ему досаждают, а что же человек, да ещё такой как Гонта? Паны наварили этого пива, а люд Божий должен был его пить — и пьёт, да никак не выпьет до дна».

## Колиивщина
Восстание гайдамаков, получившее название «Колиивщина» вспыхнуло в ответ на мятеж, развязанный в польском государстве, так называемой Барской конфедерацией, направленной против короля Станислава ІІ Августа Понятовского и его советников, желавших ограничить власть магнатов, а также декларировавшая защиту внутренней и внешней самостоятельности Речи Посполитой от давления Российской империи.
Крупным центром конфедератов был город Умань, в котором укрывалось свыше десяти тысяч поляков и евреев, а также значительный гарнизон. Перешедший на сторону конфедератов польский губернатор Умани Рафал Младанович выслал против приближавшихся гайдамаков находившийся в городе казачий отряд надворных казаков Феликса Потоцкого под командованием Гонты (сам же Потоцкий был противником конфедератов, поэтому его в городе не было).
Но высланный навстречу гайдамакам Гонта перешёл на их сторону (возможно, причиной тому послужила, в том числе, позиция его «сюзерена» Потоцкого), а также, некая «двойная игра» польской шляхты, о которой сообщает в воспоминаниях крестник Гонты, кс. Младанович) и 18 июня 1768 года силы гайдамаков, усиленные отрядом Гонты, подошли к Умани и осадили её.

### Поимка и казнь Гонты
В июне 1768 года присланный генералом Петром Кречетниковым отряд под командованием полковника Каргопольского карабинерного полка Гурьева захватил Железняка и Гонту в плен:
Получен рапорт от полковника Гурьева, что он, прибыв под местечко Гумань, нашел лагерь грабителей, к коим послал поручика Кологривова, с тем чтобы они отдались; но оные, не допустив его до себя, стали стрелять, почему он, увидя их сопротивление, тотчас атаковал и, не дав им оправиться, взял, коих нашлось: наших запорожцев 65 да здешних разных Козаков 780 человек, и при них взято 14 пушек и великое число ружей и протчего, и до тысячи лошадей...
По другим источникам, полковник Гурьев был послан усмирить восставших. Расположившись лагерем около Умани, Гурьев вошёл в приятельские отношения с предводителями восстания и, дождавшись подкрепления, предательски схватил старшину и других восставших. После нескольких дней мучительного плена Гонта был выдан полякам. Особая военно-судная комиссия в селе Сербы рядом с Могилёв-Подольским вынесла не просто смертный приговор, но и определила для Гонты специальную казнь.
Наказание должно было длиться на протяжении двух недель и сопровождаться ужасными пытками. В течение первых 10 дней палач должен был отрывать с него по полоске кожи, а затем приступить к четвертованию: на 11-й день отрубить ноги, на 12-й руки, на 13-й вырвать сердце и лишь на 14-й отрубить голову. Останки Гонты должны были выставить в 14 городах Правобережной Украины на специально построенных виселицах. Гонта с чрезвычайным мужеством и даже юмором переносил пытки. На третий день казни коронный гетман Ксаверий Браницкий, будучи не в состоянии выносить кровавого зрелища, приказал отрубить Гонте голову и уехал, чтобы не видеть дальнейшего. После этого приведение приговора в исполнение было продолжено уже над трупом.

## Комментарии
1. ↑  Репродукция портрета, напечатанная в журнале «Киевская Старина» в 1882 году. Оригинал — скорее всего, прижизненное изображение, поскольку хранился до 1847 года в старой Воздвиженской церкви местечка Володарка, ктиторами которой были записаны Гонта с женой. См. «Ізборник» (litopys.org.ua), в т.ч., примечания.